# Manfred Bischof
Manfred Bischof (Grabs, 8 maggio 1973) è un politico liechtensteinese, sindaco di Vaduz dal 2019 al 2023.

## Biografia
Nato all'ospedale di Grabs nel 1973, è uno dei tre figli di Ewald e di Reinhilde Zelzer; è cresciuto a Schaan.
Dal 1980 al 1985 frequentò la scuola elementare a Schaan e fino al 1989 studiò al Liechtensteinisches Gymnasium a Vaduz.
Da allora fu in apprendistato alla Hilti di Schaan come tecnico di laboratorio di fisica fino al 1993, quando iniziò gli studi al Neu-Technikum Buchs, conseguendo il diploma di ingegnere nel 1996.
Dal 1999 al 2001 studiò ingegneria industriale alla Fachhochschule.
Ha lavorato alla Hilti di Schaan dal 1997 al 2009 e insegnò presso il Centro di formazione professionale e permanente di Buchs (BZBS) dal 2001 al 2002. Nel 2009 cominciò a lavorare nell'amministrazione nazionale.
Dal 2013 al 2019 fu consigliere comunale di Vaduz.

## Vita privata
Il 7 novembre 1997 sposò Regula Feurer (1972), con cui ha avuto un figlio. Dopo il divorzio si è risposato il 22 maggio 2013 con l'impiegata Sandra Mätzler (3 aprile 1973).